# Desmochados
Desmochados es un distrito paraguayo del Departamento de Ñeembucú, ubicado a 420 km de Asunción. Se accede por un ramal que parte de la Ruta PY04. Su nombre proviene de la palabra desmochar, que significa acortar, porque en época de la guerra grande se usaba para referirse a la mitad del camino entre Laureles y Humaitá, donde las tropas paraguayas descansaban.
Según registros ya existía en 1888, pero el 8 de febrero de 1904 se crea la primera junta municipal, tomándose esa fecha como su fundación. Se encuentra al sur del departamento, rodeada de significativos esteros. Sus pobladores se dedican exclusivamente a la producción ganadera. El Río Paraná es propicio para la pesca.

## Geografía
Desde la perspectiva hidrográfica, el elemento central lo constituye la gran cantidad de esteros que existen en la zona, que forman parte de una considerable extensión del territorio del distrito. Situado hacia el sur del Departamento de Ñeembucú, sus tierras se encuentran cubiertas por grandes esteros, utilizadas por los pobladores de la zona para la producción ganadera. Limita al norte con Pilar y Laureles, al sur con Mayor Martínez, al este con Villalbín y al oeste con General Díaz.

## Clima
El clima es subtropical y húmedo, con una precipitación media anual de 1.350 mm y una temperatura media 23,2 °C. El verano es muy cálido y húmedo, soportándose fuertes temperaturas de hasta 40 °C. El invierno en los últimos años se registra relativamente seco, con un promedio de dos heladas por temporada. Los meses de menor cantidad de lluvia son mayo, junio, julio y agosto, mientras que los meses más lluviosos son: enero, marzo, abril y octubre.

## Demografía
Desmochados, cuenta con una población total de 1 171 habitantes según datos oficiales del censo paraguayo de 2022. La población de Desmochados tiene un alto índice de emigración, el cual representa una de las causas del crecimiento demográfico negativo.

## Infraestructura
Se accede a este distrito por un ramal que parte de la Ruta PY04 que es la vía más importante. Por su ubicación hacia el extremo sur del departamento de Ñeembucú, Desmochados es una zona muy especial, pues ahí confluyen los ríos Paraguay y Paraná, los dos principales cursos de agua que riegan el país. Esto hace que el distrito esté rodeado de esterales y pantanos. Los habitantes se dedican a la ganadería de vacunos, equinos y ovinos.